# 草地韭
草地韭（学名：Allium kaschianum）是葱科葱属的植物。分布于中国大陆的新疆自治区等地，生长于海拔1,800米至3,000米的地区，一般生于山区草地或冲积平原上，目前已由人工引种栽培。